# سامي إيرفاين
سامي إيرفاين (بالإنجليزية: Sammy Irvine)‏ هو لاعب كرة قدم بريطاني في مركز الوسط، ولد في 7 يناير 1956 في غلاسكو في المملكة المتحدة. لعب مع ستوك سيتي وشروزبري تاون.